# Eozoon canadense

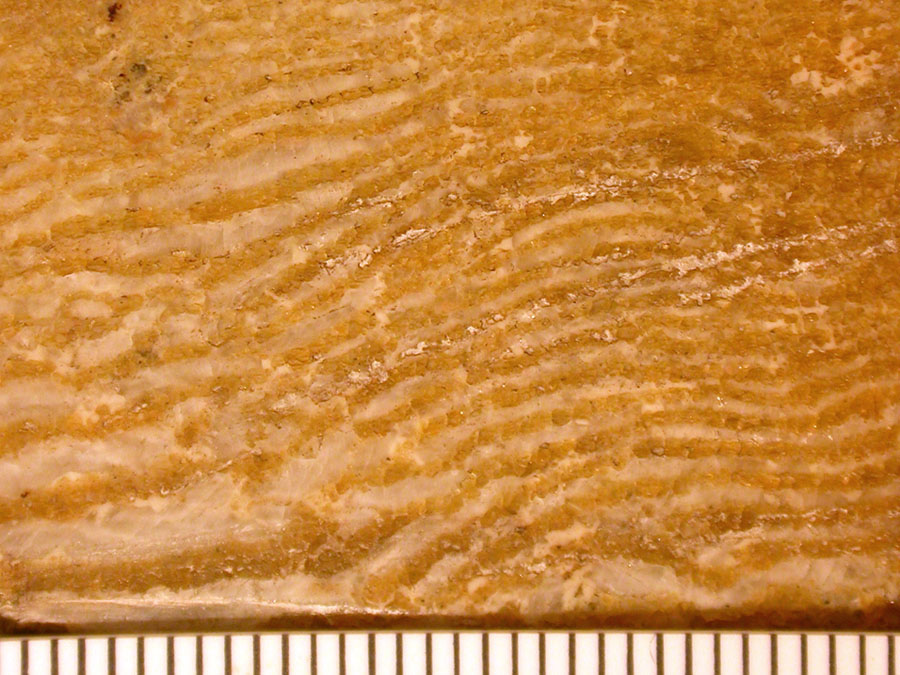
Eozoon canadense aus präkambrischem Gestein Kanadas

Eozoon canadense oder das Morgenrötetier („eos“ altgriechisch die Morgenröte und „zoon“ das Tier) ist ein bekanntes Pseudofossil, das der kanadische Geologe und Paläontologe John William Dawson 1865 als echtes Fossil entdeckt zu haben glaubte. Der Chemiker Thomas Henry Rowney und der Geologe William King konnten dies widerlegen.
Der vergebene Name „Eozoon“ sollte anzeigen, dass es sich nach dem damaligen Stand der wissenschaftlichen Erkenntnis um das älteste und ursprünglichste organische Wesen überhaupt handelte, mit dem gewissermaßen die Morgenröte der organischen Schöpfung angebrochen sei. Dawson hatte dieses „organische Gebilde“ in präkambrischen Kalksteinformationen bei Grenville-sur-la-Rouge in Quebec gefunden. Er führte diese vermeintlich organische Formation auf ein schalenbildendes organisches Wesen aus der Gruppe der Wurzelfüßer zurück. Später wurden in entsprechenden Gesteinsformationen in Böhmen und Bayern ganz ähnliche Formen gefunden. Ab 1894 konnten in den Gesteinsformationen in Quebec starke Gesteinsmetamorphosen nachgewiesen werden. Die Entstehung dieser Formation konnte physikalisch durch sehr hohe Temperaturen und spezifische chemische Prozesse als nicht-organisch nachgewiesen werden.